# John Mackey (bisschop)
John Mackey (Bray, 11 januari 1918 – Auckland, 20 januari 2014) was bisschop van het rooms-katholieke bisdom Auckland, Nieuw-Zeeland.  
Mackey werd op 11 januari 1918 geboren te Bray in Ierland. Hij werd priester gewijd op 23 november 1941.  Op 25 april 1974 werd hij aangesteld als bisschop.  Hij werd vervolgens op 30 juni 1974 bisschop gewijd door paus Paulus VI en de kardinalen Giovanni Benelli en Duraisamy Simon Lourdusamy. Mackey ging op 1 januari 1983 met emeritaat. Hij overleed in 2014 op 96-jarige leeftijd.